# Dorstenia aristeguietae
Dorstenia aristeguietae là một loài thực vật có hoa trong họ Moraceae. Loài này được Cuatrec. mô tả khoa học đầu tiên năm 1954.